# Операція «Стріли півночі»
Операція «Стріли півночі» — антитерористична операція Армії оборони Ізраїлю (ЦАХАЛ) у Лівані, що проводиться з 23 вересня 2024 року.
Націлена на військові об'єкти Хезболли, включно зі стратегічними озброєннями, що зберігаються в цивільних районах країни. Зосереджена на нейтралізації військових можливостей Хезболли, які створювалися роками. Удари ЦАГАЛю включали значні атаки на південь Лівану та долину Бекаа. Повідомляється, що внаслідок авіаударів було вбито високопоставленого командира Хезболли на ім'я Алі Абурія. Ці удари стали найбільш смертоносною атакою в Лівані з часів Ліванської війни 2006 року.
Хезболла випустила до 150 ракет по Ізраїлю. Ізраїль попередив, що його удари по «Хезболлі» будуть посилюватися, закликаючи ліванське цивільне населення залишати райони, де угруповання зберігає зброю. Прем'єр-міністр Ізраїлю Біньямін Нетаньяху звернувся до ліванського народу, заявивши: «Війна Ізраїлю не з вами, а з Хезболлою», звинувативши угруповання у використанні цивільного населення як живого щита. Він закликав жителів південного Лівану евакуюватися до завершення операції, пообіцявши, що після цього вони зможуть безпечно повернутися.
27 листопада 2024 року було укладено договір про припинення вогню, о 4:00 за Київським часом бойові дії було припинено з обох боків.

## Передумови
У жовтні 2023 року, невдовзі після нападу бойовиків ХАМАС на прикордонні райони Ізраїлю і початку війни в секторі Гази, ліванське угруповання «Хезболла» виступило на боці ХАМАС і оголосило Ізраїлю війну. Упродовж року бойовики «Хезболли» регулярно обстрілювали північні райони Ізраїлю, змушуючи ізраїльське населення евакуюватися. 17-18 вересня 2024 року, незадовго до початку операції, у Лівані сталися масові вибухи комунікаційних пристроїв «Хезболли».

## Хід подій

### 2024
Армія оборони Ізраїлю заявила, що атакувала 1300 військових об'єктів Хезболли на півдні Лівану і в долині Бекаа. Один удар був нанесений по Біблосу, на північ від Бейрута. За словами Фірасса Абіада — Міністра охорони здоров'я Лівану, перша хвиля ударів почалася о 06:30 за східним часом і влучила в лікарні і машини швидкої допомоги.
Тим часом Хезболла випустила 150 ракет по Ізраїлю, по Західному березі річки Йордан і Голанських висотах, поранивши п'ятьох людей. Спочатку вона випустила 35 ракет по північному Ізраїлю, націлених на бази і склади ЦАХАЛу, легко поранивши людину в Нижній Галілеї. Пізніше Хезболла випустила близько 80 ракет, націлених на кілька місць, включаючи Аріель і Карней Шомрон на окупованому Західному березі. Штаб ракетно-артилерійського батальйону в казармах Йоав був уражений десятками ракет, а також склади на військовій базі Німра. Двоє палестинських цивільних були поранені в результаті ракетного обстрілу «Хезболли» по Дейр-Істії. Також повідомлялося, що штаб-квартира 146-ї дивізії «Ха-Мапац» зазнала удару з боку «Хезболли».
Ізраїльські авіаудари тривали в ніч з 23 на 24 вересня, але в основному були зосереджені на долині Бекаа.

#### Вересень
Шестеро людей були поранені, коли три ракети влучили в район Бейр аль-Абед в Бейруті. В Ізраїлі заявили, що метою атаки був Алі Каракі, якого Ізраїль називав командувачем Південного фронту «Хезболли», але «Хезболла» заявила, що він вижив після атаки.
24 вересня Ізраїль завдав цілеспрямованого авіаудару по опорному пункту Хезболли на півдні Бейрута, в результаті якого загинуло шість і було поранено п'ятнадцять осіб. Внаслідок авіаудару загинув Ібрагім Кубісі — керівник ракетного корпусу Хезболли, а три поверхи будівлі, в якій він перебував, було зруйновано. За повідомленнями, Ізраїль здійснив п'ять атак на Калію в західній частині долини Бекаа, одна з яких влучила в житловий будинок, в результаті чого загинули батько і його дочка. Бригади «Аль-Кассам» повідомили про загибель свого польового командира Хусейна ан-Надера під час авіаударів у Лівані.
26 вересня «Ісламський спротив в Іраку» заявив про нанесення удару по місту Ейлат у південній частині Ізраїлю. Ізраїль точковим ударом знищив командира повітряних сил Хезболли Мухаммеда Хусейна Срура. 27 вересня ударом по Бейруту було ліквідовано Саїда Насраллу із командувачем південного фронту «Хезболли» Алі Каркі та іншими командирами угруповування. Також під час удару загинув бригадний генерал КВІР Аббас Нілфорушан, який перебував у бункері головного штабу «Хезболли». Після цього верховного лідера Ірану Алі Хаменеї перевезли у безпечне місце. В той же день п'ять сирійських військовослужбовців загинули у момент ізраїльського удару по цілі на кордоні Лівану та Сирії.
28 вересня ЦАХАЛ завдав ударів по будівлях у Бейруті, які, за даними ізраїльських військових, використовуються Хезболлою як командні центри та місця для виробництва та зберігання зброї.
29 вересня ВВС завдали серію ударів по об'єктах угруповання «Хезболли». У прес-службі ЦАХАЛ повідомили, що операція з ослаблення потенціалу угруповання триває і АОІ не мають наміру зупинятися на ліквідації Хасана Насралли. Згодом Ізраїльська армія оголосила про ліквідацію в Лівані члена центральної ради «Хезболли» Набіля Каука
У ніч з 30 вересня на 1 жовтня ЦАХАЛ почав наземну операцію в Лівані, відбулися прориви на кількох ділянках кордону. Пізніше танки ізраїльської армії увійшли до населеного пункту Рмейш.

#### Жовтень
2 жовтня Іран задіяв 180 балістичних ракет, були окремі влучення в центральній частині Ізраїлю та на півдні країни. Ця атака Ірану на Ізраїль була вдвічі масштабнішою, ніж проведена Іраном у квітні 2024 року.
Вночі на 3 жовтня був завданий удару по сховищу боєприпасів неподалік російської авіабази Хмеймім, в районі міста Джабла. Начебто перед тим до сховища були доправлені боєприпаси з Ірану для угрупування Хезболла. За словами свідків, російська та сирійська протиповітряна оборона майже 40 хвилин марно намагались відбити удар.
За день до того Армія оборони Ізраїлю поширила відео захопленої в Лівані зброї російського виробництва, де були представлені такі зразки, як ПТРК «Метис-М», ПЗРК «Стріла-2», реактивний вогнемет РПО-А «Джміль», реактивні гранати РПГ-29 «Вампір» та РПГ-27 «Таволга».
4 жовтня Ізраїльська авіація вдарила по Бейруту, ймовірною ціллю міг бути тодішній ватажок Хезболли Хашим Сафі ад-Дін. Після удару про його стан не повідомлялося. Згодом ЦАХАЛ підтвердив його ліквідацію.
До 5 жовтня ЦАХАЛ знищив 440 членів Хезболли і 2000 цілей воєнізованого угруповання. У Лівані вбили лідера військового крила угруповання ХАМАС Саїда Аталлу Алі.
6 жовтня ЦАХАЛ почав наземну операцію для відновлення контролю над північчю сектору Газа і придушення ХАМАСу. ЦАХАЛ оточив Джабалію, яке є одним із ключових опорних пунктів угруповання на півночі Гази.
7 жовтня у боях загинули двоє ізраїльських солдатів, загалом Ізраїль під час операції у Лівані втратив 11 осіб. ВПС Ізраїлю вдарили по штаб-квартирі розвідки Хезболли у Бейруті, на півдні Лівану та в районі Бекаа.
8 жовтня ЦАХАЛ знищив тунель Хезболли, що йшов під кордоном між Ліваном та Ізраїлем. Тим часом Хезболла атакував Хайфу понад сотнею снарядів.
10 жовтня Армія оборони Ізраїлю випадково влучила в об'єкт на території штаб-квартири миротворців тимчасових сил ООН у Лівані (UNIFIL) на мисі Рас-ен-Накура та бункер, де ховалися миротворці, внаслідок двох цих обстрілів постраждали троє військовослужбовців.
11 жовтня Ізраїль вдарив по центру Бейруту, ціллю атаки був високопосадовець Хезболли Вафік Сафа.
13 жовтня Хезболла обстріляла Ізраїль десятками снарядів, частину цілей збило ППО, решта ракет впала на відкритій місцевості. Один БПЛА дістався цілі, поранивши понад 60 людей. Внаслідок повітряної атаки із БПЛА постраджала військова база поблизу Біньяміни, загинули чотири ізраїльські солдати, 7 поранено.
16 жовтня Хезболла вдарили по Ізраїлю десятками ракет, по Цфату і околицях з Лівану було випущено 50 ракет.
17 жовтня ЦАХАЛ ліквідував у Секторі Газа трьох терористів, одним із них ймовірно був лідер ХАМАС Яхья Сінвар. Також ЦАХАЛ ліквідував командира Хезболли Джалала Мустафу Харірі, командира угруповання в районі Кана на півдні Лівану.
21 жовтня ЦАХАЛ обстріляв південь Бейруту, зокрема, банк, що фінансує Хезболлу.
26 жовтня Ізраїль завдав ударів по об'єктах, пов'язаних із виробництвом ракет в Ірані.
17 жовтня Ізраїль атакував Іран, пошкодивши дві секретні військові бази за межами Тегерану.
29 жовтня Ізраїль знищив інфраструктуру Хезболли біля селища Кфаркела на півдні Лівану.
30 жовтня Ізраїль ліквідував Мустафу Ахмада Шахаді, заступника командувача елітного підрозділу «Радван». Також у жовтні Ізраїль атакував частину об'єктів ядерної програми Ірану. Згодом стало відомо, що тоді ЦАХАЛ знищив активний секретний дослідницький центр із розробки ядерної зброї в Ірані.

#### Листопад
1 листопада ЦАХАЛ завдав серію ударів по південних передмістях Бейрута, зруйновано низку будинків, що були об'єктами Хезболли.
2 листопада центральні регіони Ізраїлю були обстріляні ракетами з Лівану. Була пошкоджена одна будівля та поранено 11 людей.
3 листопада ізраїльські військові викрали високопосадовця Хезболли під час висадки на узбережжі Батруна на півночі Лівану.
4 листопада ізраїльські військові провели наземний рейд до Сирії, захопивши сирійського громадянина, залученого до іранських мереж.
5 листопада ЦАХАЛ вдарила з повітря по штаб-квартирі розвідки «Хезболли» у Сирії, ліквідовано керівника розвідки угруповання Махмуда Мохаммеда Шахіна.
12 листопада Ізраїль почав вивід резервних сил із району південного Лівану, зокрема, зброї, ракет і пускових установок.
16 листопада Армія Ізраїлю провела четверту серію ударів по командних центрах Хезболли в районі Дахія.
17 листопада ЦАХАЛ ліквідував головного пропагандиста і спікера Хезболла Мохаммеда Афіфа, який прославляв війну проти Ізраїля.
21 листопада Міжнародний кримінальний суд відхилив скарги Ізраїлю на свою юрисдикцію щодо війни проти Хамасу, видавши ордери на арешт прем'єр-міністра Ізраїлю Біньяміна Нетаньяху та колишнього міністра оборони Йоава Ґалланта. Президент Ізраїлю Ісаак Герцог розкритикувавце рішення, уряд Ізраїлю звинуватив МКС в антисемітизмі.
22 листопада асоційовані з «Хезболлою» ізраїльські військові під прикриттям артилерійського вогню увійшли до села Дейр-Мімас на березі річки Літані, вихід на кордон якої було заявлено як мету наземної операції. Військово-повітряні сили Лівану провели серію ударів по командних центрах Хезболли у південному районі Дахія, ключовому оплоті Хезболли в Бейруті.
24 листопада 2024 року прем'єр Ізраїлю Беньямін Нетаньягу під час консультацій із питань безпеки схвалив угоду з «Хезболлою». Того ж дня бойовики Хезболли вдарили ракетами по Тель-Авіву, у відповідь на обстріл Бейрута Армією оборони Ізраїлю.
27 листопада о 4:00 було оголошено про перемир'я між Ізраїлем та Хезболлою, угоду було укладено за участі президентів США Джо Байдена та Франції Еммануеля Макрона. При цьому, помічник спікера парламенту Лівану Алі Хассан Халіль заявив, що Ліван надіслав відповідь на пропозицію миру послу США в Лівані, а спецпредставник Білого дому Амос Хохштейн брав участь у Бейруті в переговорах.

#### Грудень
7 грудня ЦАХАЛ ліквідував керівника авіапідрозділу ХАМАС у місті Газа, що був співорганізатором нападу на Ізраїль 7 жовтня 2023 року.
11 грудня ЦАХАЛ відвів війська з району міста Хіам на півдні Лівану в рамках угоди про припинення вогню.
20 грудня Ізраїль ліквідував одного з керівників терористичної мережі Тулькарм Тарека Душа, також були знищені оперативник мережі та двоє терористів.
23 грудня Ізраїль офіційно підтвердив, що ліквідація лідера ХАМАС Ганії в Тегерані влітку 2024 року була операцією Ізраїлю.

### 2025

#### Січень-лютий
1 січня ХАМАС запустив ракети з Сектору Газа по південних районах Ізраїлю.
2 січня Ізраїльська авіація вдарила по місту Хан-Юніс у Секторі Газа, було ліквідовано главу сил внутрішньої безпеки ХАМАС Хасама Шахвана.
17 лютого Ізраїль вдарив по місту Сайда в Лівані, ліквідувавши високопоставленого командира ХАМАС Мухаммада Шахіна.

## Жертви

### Цивільне населення Лівану
За даними Управління ООН з координації гуманітарних питань (УКГП), підтверджено загибель 83 цивільних осіб в результаті ізраїльських авіаударів, а 93 881 цивільних осіб були змушені покинути свої домівки. За даними УКГП, ізраїльські удари пошкодили цивільну інфраструктуру, таку як водо-, електро- і телекомунікаційні об'єкти.
За перші чотири дні було вбито понад 700 осіб і понад 2000 було поранено. За даними міністерства охорони здоров'я Лівану, серед загиблих щонайменше 50 дітей, 94 жінки та 4 медики. УВКБ ООН висловило обурення через вбивство двох своїх співробітників. Ліванський університет оголосив, що одна їхня студентка та її сестра були вбиті під час атак. Електроенергетична компанія Лівану заявила, що одна з їхніх інженерок була убита у своєму будинку внаслідок ізраїльської атаки разом із її чоловіком, дітьми, батьками та сестрою. Двоє канадців були вбиті на дорозі, намагаючись знайти укриття. За даними Сирійської обсерваторії з прав людини, було вбито 137 сирійських біженців. Домашня робітниця з Гамбії була вбита разом із вісьмома іншими під час удару в Ханауай. 26 вересня була вбита літня жінка з Франції.
Ізраїльські атаки вразили 14 машин швидкої допомоги та пожежних машин, убивши чотирьох рятувальників та поранивши 16 інших медиків. Серед інших постраждалих — оператор телеканалу «Аль-Манар» Камел Каракі та журналіст Хаді аль-Сайєд, який працював на мережу «Аль-Маядін» що підтримує Хезболлу. Ці удари стали найбільш смертоносним нападом на Ліван з часів закінчення громадянської війни в Лівані у 1975—1990 роках. Під час атаки один Іракець також був вбитий і ще багато було поранено.
Поширювалася дезінформація про те, що грецький православний священик Грегоріос Саллум був убитий і став «мучеником» під час авіаудару, Грецька православна архієпархія Тіру і Сидона виявила, що насправді Саллум живий і був поранений.

### Члени Хезболли та ХАМАСу
Старші командири Хезболли Алі Абурія та Мохаммад Салех були вбиті під час нападів. Керівник ракетного підрозділу Хезболли Ібрагім Кубаїсі був убитий у Бейруті 24 вересня, тоді як Мохаммад Хусейн Сурур, керівник одного з підрозділів безпілотників Хезболли, був убитий у тому ж місті через два дні.
Махмуд аль-Надер, польовий командир бригад Аль-Касам ХАМАС також був убитий на півдні Лівану. Хуссейн Надер, лідер Цивільної оборони пов'язаної з просирійською партією Амаль, був убитий під час ізраїльського авіаудару по його будинку в Марджаюні.